# ورانگلسبورگ
ورانگلسبورگ (به آلمانی: Wrangelsburg) یک شهر در آلمان است که در فرپومرن-گرایفسوالد واقع شده‌است. ورانگلسبورگ ۱۹۶ نفر جمعیت دارد.